# Leptomorphus talyshensis
Leptomorphus talyshensis är en tvåvingeart som beskrevs av Zaitzev och Sevcik 2002. Leptomorphus talyshensis ingår i släktet Leptomorphus och familjen svampmyggor.
Artens utbredningsområde är Azerbajdzjan. Inga underarter finns listade i Catalogue of Life.